# Lodowiec Dawson-Lambton
Lodowiec Dawson-Lambton – lodowiec w Antarktydzie Zachodniej, na Ziemi Coatsów o szerokości 80 km. Lodowiec został odkryty w 1915 r. przez Ernesta Shackletona